# کارلوس روفی
کارلوس روفی (انگلیسی: Carlos Roffé؛ ۱ اوت ۱۹۴۳ – ۳۱ دسامبر ۲۰۰۵) هنرپیشه، و کارگردان فیلم اهل آرژانتین بود.
از فیلم‌ها یا برنامه‌های تلویزیونی که وی در آن نقش داشته‌است می‌توان به دنیای کمتر بد، شبی با عشق سابرینا، معاون مجلس بوئنوس آیرس، صلیب، عشق یک‌زن چاق است، و عمل در سؤال اشاره کرد.